# 中原涼 (歌手)
中原 涼（なかはら すずか、現在は SUZUKA に名義を変更。8月11日生）は、日本の女性歌手。長野県諏訪郡原村出身。ゲーム音楽作曲家の細井聡司のプロデュースの下、主にゲームソングの歌唱や作詞を担当する他、オリジナル楽曲の発表やメジャーアーティストへの歌詞提供も行っている。代表曲にPCゲーム『Quartett!』『AYAKASHI』のオープニングテーマおよびエンディングテーマなどがある。酒を愛する歌手ということで歌酒と自称している。

## 概要
- 母親がコーラス団に参加していたこともあり、小学生の頃から合唱団で歌を歌っていた。また、ピアノのレッスンを受けるなどして、幼少時から音楽に親しんでいた。
- 学生時代にCHAGE and ASKAの「SAY YES」を聴き、それまで自分の聴いてきたクラシック音楽との違いに衝撃を受け、「自分もこんな曲を歌ってみたい」と、歌手という職業に憧れを抱くようになる。
- 高校卒業後、2001年頃より、東京のライブハウス「四谷天窓」にて音楽活動を開始する。作詞・作曲を自身で手掛け、ピアノ弾き語りのスタイルを中心としたライブ活動を行っていた。デビュー後のライブ活動では、弾き語りよりもバンド編成もしくは伴奏を依頼して、自身は歌に専念する手法が多い。最近では5月に[いつ?]、天窓で弾き語りライブを行っているが、ピアノ伴奏を、たかとんこと高戸渉に依頼する場合もある。
- その後、2003年にインターネット上のフォーラム[どこ?]を通じて細井聡司と知り合い、彼のオリジナルアルバム『ヤジルシ、メジルシ。』に作詞とボーカルで参加しソロ歌手としてデビューを果たす。2004年には細井聡司・渡部真也との音楽ユニット「tekNOTO」、細井氏のアンプラグドサウンドをフィーチャーしたプロジェクト「kisekilay」[1]にも参加。
- 2010年8月に開設された、ビープラッツ株式会社の運営する、ヤマハの音声合成技術「VOCALOID」を使用するソフトウェアのウェブ通販ストア「VOCALOID Store」の店長を同年10月末まで務めていた[2]。2010年10月に開かれたデジタルコンテンツEXPO 2010ではヤマハ主催のセッションにおいてデモンストレーションも行っている[2]。

## ディスコグラフィー

### シングル
- LIVE （2015年10月25日）
- Silent Rain （2010年12月31日）
- ニゲル （2010年10月31日）
- no rain,no rainbow （2007年1月26日）
- squall （2005年1月28日）

### アルバム
- 世界は「好き」でできている（2016年8月11日）
- Forest (2012年12月31日)
- オトノハ （2005年8月26日）
- 冬の音 （2004年1月17日）

### コラボレーション
- 私色の流線 （2009年12月30日）
- sakura （2009年10月1日）
- iyunaline featuring 中原涼「月のゆりかご」 （2007年5月25日）

### サウンドトラック
- 細井聡司ワークス -Vocalists- (2009年9月2日)
- バンド+エイト (2008年12月12日)
- 特急イユナライナー (2008年8月29日)
- パンダ祭り～お持ち帰り～iyunaline live (2008年8月29日)
- Lip on Hip Compilation CD vol.4 (2008年8月15日)
- msf'08 ～marble sky fes'08 (2008年1月18日)
- マジックチャンネル (2007年8月24日)
- OVERDRIVE SelfBootleg Vol 01 (2007年8月17日)
- ロンド・リーフレット オリジナルサウンドトラック "OLD ROSE GARDEN" (2007年7月27日)
- 「エーデルワイス」ボーカルアルバム Sunset･Sunrise (2007年3月28日)
- PRISM ARK Vocal Collection (2007年3月2日)
- スピカ ～心が紡ぐ贈りもの～ Ar tonelico Hymmnos Musical (2007年2月28日)
- ALLOW TIME TO BREW ―『ロンド・リーフレット』アレンジミニアルバム― （2006年12月29日）
- FLOWERS エーデルワイスオリジナルサウンドトラック（2006年12月21日）
- Beatrice 『終末少女幻想アリスマチック』オリジナルサウンドトラック (2006年10月27日)
- LITTLEWITCH VOCAL COLLECTION vol.1 (2006年9月29日)
- オトチン歌謡集 (2006年8月11日)
- doll ～歌姫 vol.5 - 響- （2005年1月28日）
- tekNOTO （2004年8月15日）
- 『Quartett!』オリジナルサウンドトラック （2004年8月13日）
- 『英才狂育』オリジナルサウンドトラック （2004年8月13日）
- feel so good!! #002 （2004年6月17日）
- おねがい☆ツインズ ボーカルアルバム「Esquisse」 （2003年12月26日）
- ヤジルシ、メジルシ （2003年8月15日）
- Piano & Woman -episode 2 - （2002年12月20日）

## 主な作品

### 歌のみ
- Enclosure（サキュせか ～誘惑に負けないで...）

- サナララ～花咲く月曜日～（サナララ）
- ランピン’（Quartett!）
- わからないけどわかってる（おねがい☆ツインズ）
- LINE（英才狂育）
- リアル±（松島枇杷子は改造人間である。）
- Remember（エーデルワイス）
- 追憶のノクターン（PRISM ARK）
- Never end（そして明日の世界より――）
- Re:愛してる（Re:）
- この手で（OVA 魔法少女イスカ）
- 追憶のノクターン（プリズム・アーク ～プリズム・ハート エピソード2 ）
- Maternal love（ウィズ アニバーサリィ）

### 歌・作詞
- 雫、一片（サキュせか ～誘惑に負けないで...）

- カレイドスコープ（ロンド・リーフレット）
- この空の下で（ロンド・リーフレット）
- 空を映した青い海（桜華 -おうか-）
- 虹の彼方へ（Quartett!）
- ツブオト（Quartett!）
- 木漏れ日（Quartett!）
- 砂の城（AYAKASHI）
- 夜の涙、明日の想い（AYAKASHI）
- 三日月（AYAKASHI）
- whisper moon（終末少女幻想アリスマチック）
- Secret Garden（サンセット・サンライズ）
- カゲロウ（黒の歌姫）
- 空を映した青い海（桜華）

### 歌・作曲
- no rain, no rainbow（ロンド・リーフレット）

- Impure Labyrinth（恥辱皇宮~穢された王族~）